# Fiat X1/9
Fiat X1/9 – samochód sportowy klasy aut miejskich produkowany przez włoski koncern FIAT w latach 1972 - 1989.

## Historia i opis modelu

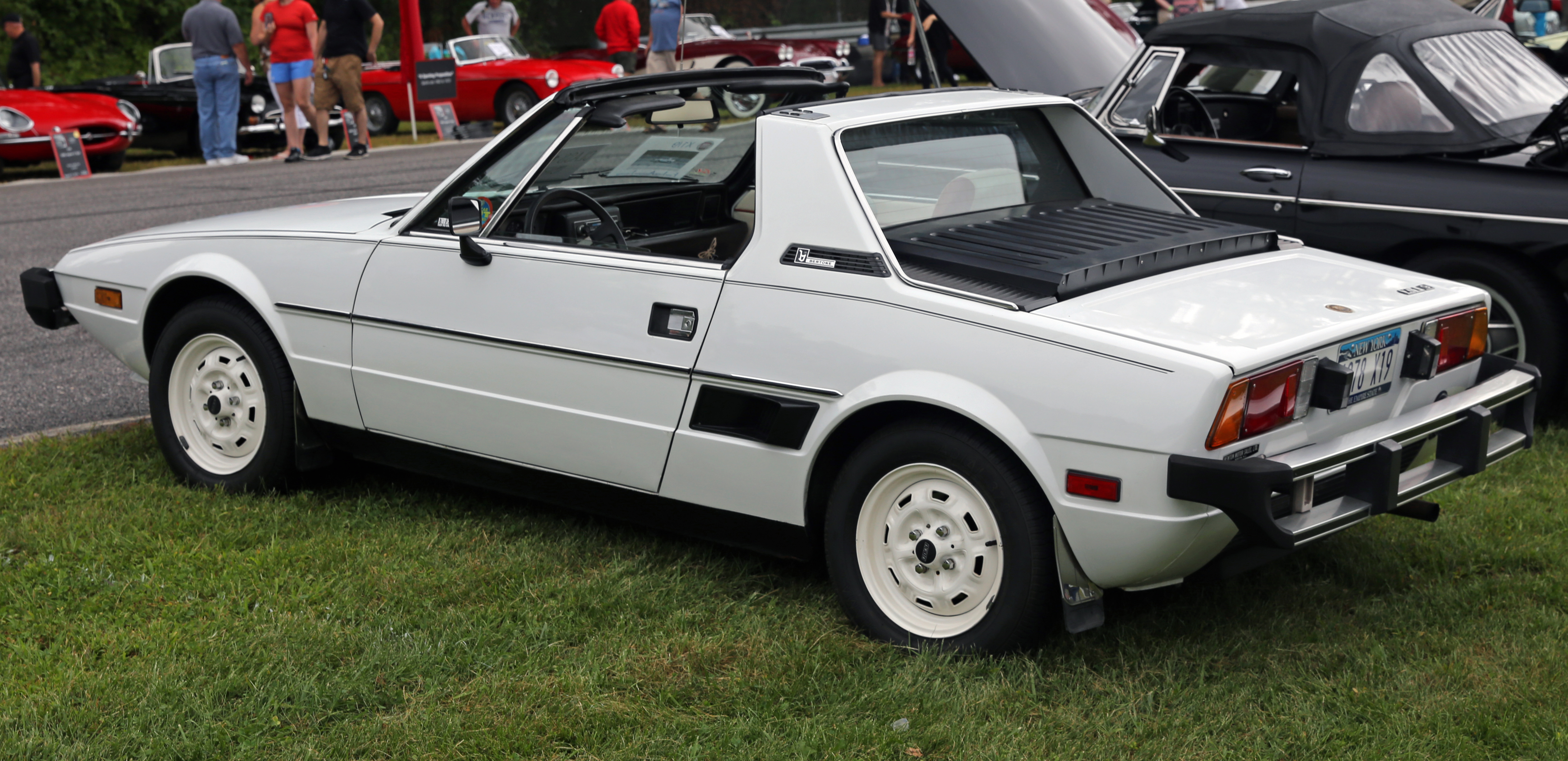
Fiat X1/9 - tył

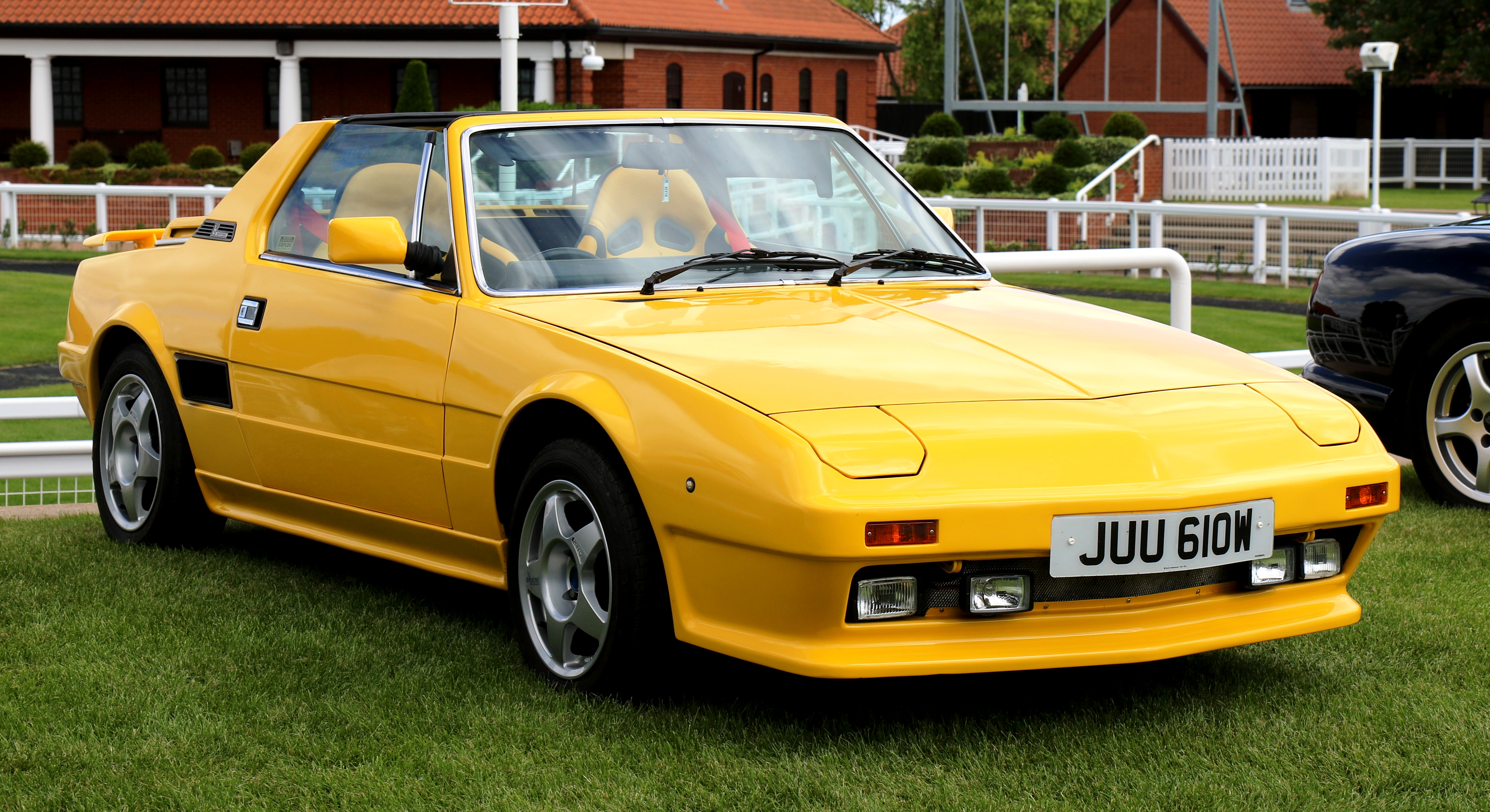
Fiat X1/9 po liftingu

Samochód został po raz pierwszy oficjalnie zaprezentowany 26 listopada 1972 roku. Zastąpił model 850 Spider. Jest to pierwszy samochód koncernu Fiat z silnikiem umieszczonym centralnie. Wyróżnia się nadwoziem typu targa o oryginalnym wyglądzie, w kształcie klina. Projekt pojazdu opracowany został przez Bertone. Do budowy nadwozia użyto tworzywa sztucznego, z którego wykonano m.in. zdejmowany i chowany w przednim bagażniku dach. Sportowego charakteru nadają także chowane przednie reflektory. Zbiornik paliwa umieszczony został pomiędzy silnikiem a fotelami.
Auto napędzane było początkowo silnikiem o pojemności 1.3 l z Fiata 128 Coupé o mocy 75 KM. W 1978 roku auto wyposażone zostało w mocniejszy silnik o pojemności 1.5 l o mocy 85 KM zintegrowany z 5-biegową manualną skrzynią biegów. 
W latach 1973–1975 planowano zbudować wersję rajdową pojazdu. Projekt porzucono na rzecz modelu 131 Abarth.
Na początku lat 80. Fiat zrezygnował z modelu. Produkcja kontynuowana była przez Bertone, gdzie w swoich zakładach w Turynie produkowano nadwozie i podwozie pojazdu, którą następnie transportowano do zakładów Fiata w Lingotto, gdzie montowano silnik oraz pozostałe podzespoły. W 1982 roku całą produkcję pojazdu przeniesiono do Turynu. Przy okazji zmieniono logo modelu na logo Bertone. Auto wyróżniało się dwukolorową karoserią oraz skórzanymi fotelami. Ostatnia seria modelu Bertone X1/9 produkowana w 1989 roku nosiła nazwę Gran Finale.
W plebiscycie na Europejski Samochód Roku 1974 samochód zajął 2. pozycję (za Mercedesem 450S).

### Silniki
| Wersja             | Silnik:             | Układ zasilania:          | Moc maksymalna:                    | Maks. moment obrotowy      | 0-100 km/h:        | V-max:             | Śr. zuż. paliwa/100 km: |
| Silniki benzynowe: | Silniki benzynowe:  | Silniki benzynowe:        | Silniki benzynowe:                 | Silniki benzynowe:         | Silniki benzynowe: | Silniki benzynowe: | Silniki benzynowe:      |
| ------------------ | ------------------- | ------------------------- | ---------------------------------- | -------------------------- | ------------------ | ------------------ | ----------------------- |
| 1300               | R4 1,3 l (1290 cm³) | gaźnik Weber 32 DMTR22    | 75 KM (55 kW) przy 6600 obr./min   | 97 N•m przy 3400 obr./min  | 13 s               | 170 km/h           | 7,7 l                   |
| 1500               | R4 1,5 l (1499 cm³) | gaźnik Weber 34 DATR7/250 | 85 KM (62,5 kW) przy 6000 obr./min | 118 N•m przy 3200 obr./min | 11,7 s             | 180 km/h           | 8,1 l                   |